# Platja del Dofí (ses Salines)
|  | No s'ha de confondre amb Platja des Dofí (Cadaqués). |

La platja del Dofí o des Delfí és una platja mallorquina situada al terme municipal de ses Salines, entre la platja des Carbó i la de Can Curt. Té una longitud d'uns 120 metres per 26 d'amplada i és de sorra fina. No és gaire freqüentada per banyistes, ja que sovint s'acumulen algues o brutícia a la sorra.